# Família Aravelênio
Aravelênio (em latim: Aravelenius), Aravelano (em latim: Aravelanos) ou Arraveleano (em armênio/arménio: Առավեղյան; romaniz.: Aṙavełean) foi uma família nobre armênia (nacarar) da Antiguidade e Idade Média.

## Vida
De acordo com Moisés de Corene, os Aravelênios descendiam de alanos assentados no Reino da Armênia no tempo que Satenique chegou no país.. Segundo Cyril Toumanoff, os Aravelênios residiam em Airarate e compartilhavam suas origens com os Dimacísios. Foram citados pela última vez no século VII. Presume-se que tinham a capacidade de arregimentar 500 cavaleiros ao exército real. Foram citados na Lista de Trono (Գահնամակ, gahnamak) na 39.ª posição entre as famílias nobres do reino.